# Андроник из Олинфа
Андроник (др.-греч. Ἀνδρόνικος; около 370 года до н. э., Олинф — предположительно после 307 года до н. э.) — военачальник Антигона I Одноглазого, фрурарх Тира.
В историографии ведётся дискуссия относительно отождествления Андроника из Олинфа и Андроника, сына Агерра. Каждая из версий имеет своих сторонников и противников. Андроник принадлежал к ближнему кругу доверенных лиц Антигона. Он поручал своему военачальнику весьма ответственные поручения, такие как командование осадой Тира, а затем и руководство городом. После поражения при Газе, где Андроник руководил одним из флангов, он попал в плен к Птолемею. Сатрап Египта отнёсся к пленнику весьма благожелательно. Дальнейшая судьба Андроника достоверно неизвестна: он либо остался при дворе Птолемея, либо был отпущен к Антигону.

## Биография
Андроник родился в Олинфе около 370 года до н. э. Участвовал в походах Александра Македонского, однако в античных источниках нет никаких сведений относительно его роли в этот период. Эту лакуну в его биографии можно устранить, если отождествить Андроника из Олинфа с Андроником, сыном Агерра, военачальником Александра Македонского, который был супругом кормилицы Александра Ланики и отцом Протея — одного из участников застолий македонского царя. У. Смит и И. Г. Дройзен однозначно идентифицировали Андроника из Олинфа и Андроника, сына Агерра, как одно лицо. У. Вилькен и Г. Берве, однако, отрицали такую возможность. В. Хеккель в просопографическом словаре персоналий эпохи Александра и войн диадохов ссылается на Г. Берве при идентификации Андроника, сына Агерра, и Андроника из Олинфа как двух разных личностей. Р. Биллоуз, напротив, считал идентичность двух Андроников возможной. По мнению этого историка, аргументация Г. Берве, основанная на том, что Андроник, сын Агерра, однозначно был македонянином, а не греком из Олинфа, недостаточно убедительна.
Андроник был одним из доверенных лиц Антигона, участвовал в военных советах. В 314 году до н. э. Антигон поручил Андронику на короткое время командование войсками во время осады Тира — пока он сам отправился штурмовать Яффу и Газу. Возможно, после завершения осады Андроник был назначен фрурархом (военным комендантом) города. В 314 году до н. э. Антигон назначил Андроника вместе с другими наиболее опытными военачальниками советником своего сына Деметрия Полиоркета, которому поручил охрану Сирии от возможного нападения со стороны Птолемея.
В битве при Газе 312 года до н. э. против Птолемея Андроник командовал конницей правого крыла армии Деметрия. Военачальник получил приказ отвести свои силы назад и избегать сражения. После поражения и последовавшего отступления Андроник остался в Тире в качестве фрурарха. В ответ на предложение Птолемея сдать город Андроник ответил выраженным в оскорбительной форме презрительным отказом предать дело Антигонидов, несмотря на обещание богатой награды и почестей. Однако во время последующей осады, сопровождавшейся лишениями, солдаты гарнизона восстали против своего командира. Андроник с большим трудом бежал из города, но был схвачен воинами Птолемея. После оскорбительного отказа от сдачи города пленник ожидал казни, однако Птолемей проявил великодушие и не только не упомянул о произошедших событиях, но даже высказал радость, «что его счастливая звезда привела к нему такого знаменитого полководца и что он постарается путем почестей и отличий заставить его забыть несчастье, лишившее его занимаемого им с такой верностью и осмотрительностью до сих пор положения».
Дальнейшая судьба Андроника — оставался ли он при дворе Птолемея либо был отпущен и вернулся к Антигону — достоверно неизвестна и носит предположительный характер. П. Пашидис при анализе одной надписи Афинской агоры 307 года до н. э. отметил, что удостоенный почестей приближённый Деметрия Андроник, по всей видимости, идентичен Андронику из Олинфа. Эти данные, по мнению В. Хеккеля, противоречат сведениям у Диодора. П. Пашидис отмечал, что в этом фрагменте Диодор подчёркивал милосердие Птолемея и, возможно, Андроник через некоторое время после пленения был отпущен.

### Исследования
- Дройзен И. Г. История эллинизма. — Ростов-на-Дону: Феникс, 1995. — Т. 2. — 544 с. — ISBN 5-85880-079-3.
- Berve H. 79. Ἀνδρόνικος // Das Alexanderreich auf prosopographischer Grundlage (нем.). — München: C. H. Beck`sche Verlagsbuchhandlung, 1926. — Bd. 2. — S. 39—40.
- Billows R. Antigonos the One-eyed and the Creation of the Hellenistic State (англ.). — Berkeley; Los Angeles; London: University of California Press, 1997. — ISBN 0-520-06378-3.
- Heckel W. Who's Who in the Age of Alexander and his Successors. From Chaironea to Ipsos (338—301 BC) (англ.). — Barnsley: Greenhill Books, 2021. — 554 p. — ISBN 978-1-78438-648-1.
- Paschidis P. Agora XVI 107 and the Royal Title of Demetrius Poliorcetes // After Alexander: The Time of the Diadochi (323-281 BC) (англ.) / edited by Víctor Alonso Troncoso and Edward M. Anson. — Oxford and Oakville: Oxbow Books, 2013. — P. 121—141. — ISBN 978-1-84217-509-5.
- Andronicus // A Dictionary of Greek and Roman biography and mythology (англ.) / Ed. by William Smith. — Boston: Little, Brown, and company, 1867. — Vol. I. — P. 167.
- Wilcken U. Andronikos 11 // Paulys Realencyclopädie der classischen Altertumswissenschaft :  [нем.] / Georg Wissowa. — Stuttgart : J. B. Metzler’sche Verlagsbuchhandlung, 1894. — Bd. I, Zweite Hälfte (I, 2). — Kol. 2162.